# Cristiano Vale
Cristiano Dutra Vale (Manhuaçu, 10 de abril de 1970) é um pecuarista e político brasileiro filiado ao Progressistas (PP) e atual prefeito do município de Viseu. Foi também deputado federal do Pará.

## Política
Em 2018 foi eleito deputado federal pelo Pará. E em 2023 foi eleito a prefeito de Viseu nas eleições suplementares do município com 54, 21% dos votos válidos (17.754 votos), derrotando a candidatura de Maria Rosalina Ribeiro dos Santos (PSD), conhecida como ‘Mãe da Carla Parente’, que recebeu 45,79% dos votos válidos (14.994 votos).